# Besmé

Besmé este o comună în departamentul Aisne, Franța. În 1 ianuarie 2022 avea o populație de 166 de locuitori.